# 이누마촌 (이바라키현)
이누마촌(飯沼村)은 이바라키현의 서부 오카다군·유키군에 속했던 촌이다. 현재의 조소시에 해당한다. 일부 상업을 영위하는 곳도 있었지만, 쌀과 보리 외에 부업으로 채소, 담배 등의 농업이 활발하게 이루어졌다

## 역사
- 1889년 4월 1일 - 정촌제 시행에 의해 오카다군 이누마촌이 성립하였다.
- 1896년 4월 1일 - 군 재편에 따라 유키군이 성립하여, 이누마촌은 유키군에 속하게 되었다.
- 1954년 6월 1일 - 이시게정, 도요다촌, 오카다촌 및 다마촌의 일부와 합병해, 새로운 이시게정이 성립하여, 동일 이누마촌은 폐지되었다. 합병당시 촌장은 아키바 겐지로(秋葉源治郎)였다

## 참고문헌
- 角川日本地名大辞典 8 茨城県